# داني كالفو
داني كالفو (بالإسبانية: Dani Calvo)‏ (ولد في 1 أبريل 1994) هو لاعب كرة قدم إسباني يلعب كمدافع.

## روابط خارجية
- داني كالفو على موقع قاعدة بيانات كرة القدم.إي يو (الإنجليزية)
- داني كالفو على موقع Soccerway.com (الإنجليزية)